# Municipio de Gun Plain
El municipio de Gun Plain Charter (en inglés: Gun Plain Charter Township) es un municipio ubicado en el condado de Allegan en el estado estadounidense de Míchigan. En el año 2010 tenía una población de 5.895 habitantes y una densidad poblacional de 66,09 personas por km².

## Geografía
El municipio de Gun Plain se encuentra ubicado en las coordenadas 42°26′54.36″N 85°37′17.68″O / 42.4484333, -85.6215778. Según la Oficina del Censo de los Estados Unidos, el municipio tiene una superficie total de 89,2 km² (34,4 mi²), de la cual 88,4 km² (34,1 mi²) corresponden a tierra firme y 0,7 km² (0,3 mi²) (0.81%) es agua.

## Demografía
En el 2000 la renta per cápita promedia del hogar era de $53.495, y el ingreso promedio para una familia era de $58.921. El ingreso per cápita para la localidad era de $22.941. En 2000 los hombres tenían un ingreso per cápita de $45.176 contra $28.969 para las mujeres. Alrededor del 7.80% de la población estaba bajo el umbral de pobreza nacional.